# 华理红烧肉

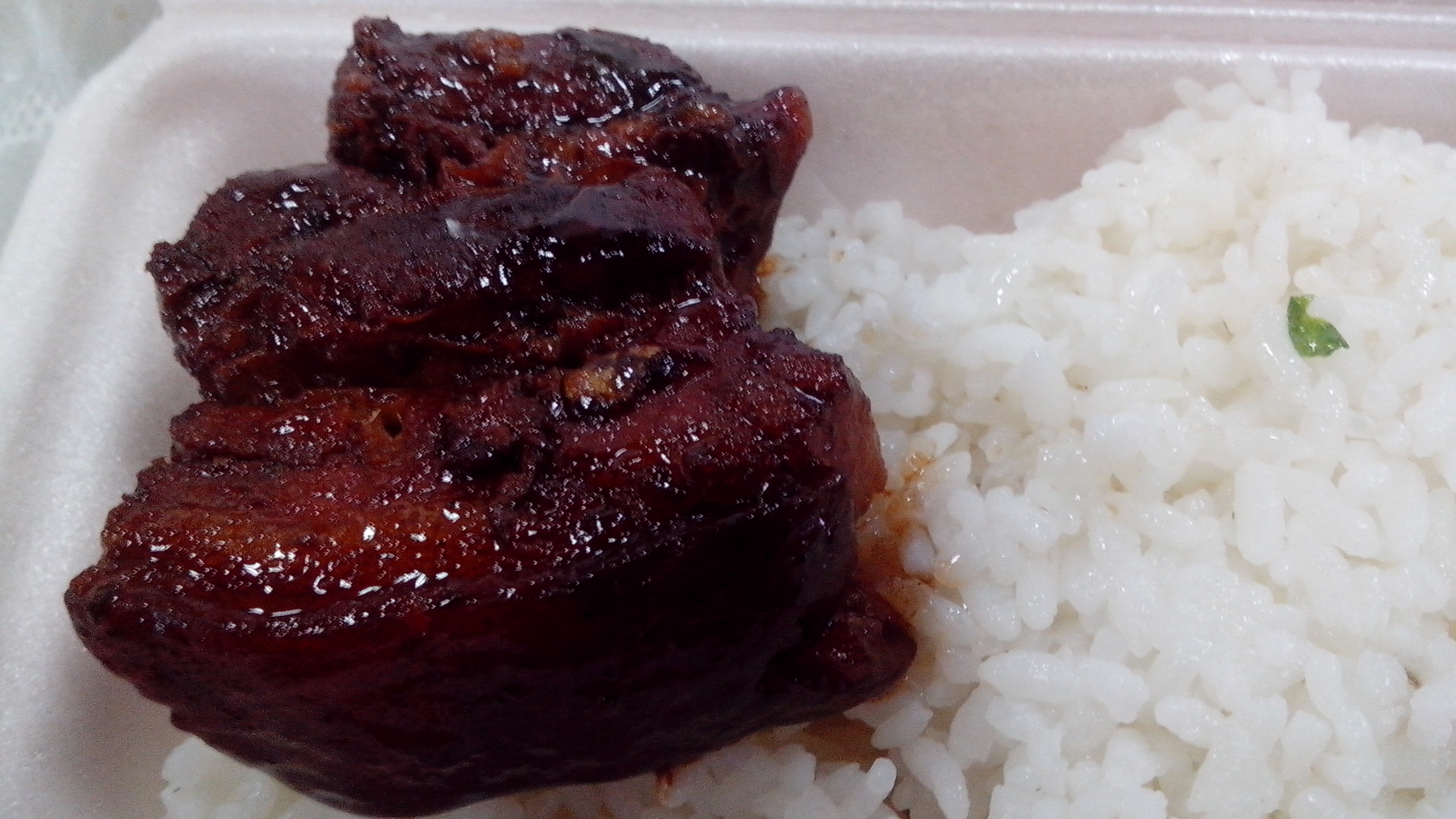
华理奉贤校区的红烧肉套餐

华理红烧肉，是华东理工大学的一道招牌菜品。该菜品采用上海本帮红烧肉的做法，在2011年上海校园系列「十大美食」评选中获总决赛一等奖，成为上海高校中一道很有口碑的菜肴。

## 烹制方法
据华东理工大学校方介绍，华理红烧肉选用三分瘦两分肥的五花肉，将其切成约100g的方块；接着焯水冷却；滑锅，放入姜葱和大料煸香；放入肉块，并放白砂糖炒制以增色；放入老抽、料酒，水烧开后小火焖一小时，期间放入蜂蜜以保色增亮，最后转大火收汁。

## 荣誉
2011年12月，华东理工大学凭借其代表菜肴华理红烧肉，获得了上海校园系列“十大美食”评选的一等奖及“最佳口感奖”，从色、香、味、意、形、养等方面得到了专家评审团与大众评审团的认可。参加“十大美食”评选时主勺红烧肉的厨师，为时任徐汇校区友谊食堂（二食堂）厨师何民杰，老家在安徽省，家在浙江绍兴，自1992年在华东理工大学工作以来，连续二十年春节留校，为留校职工和学生做饭。

## 校园文化

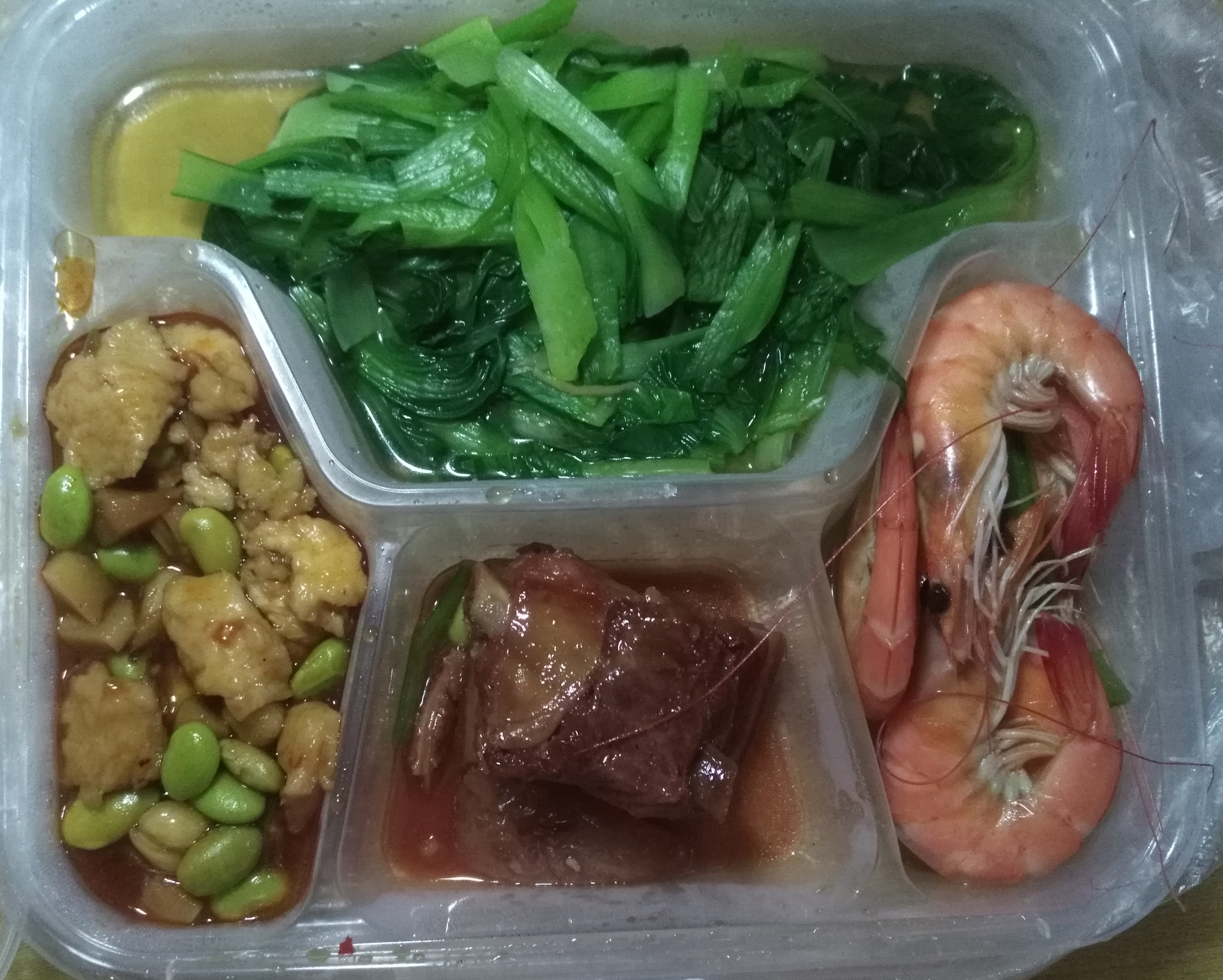
华理新生“爱校餐”，其中便包含华理红烧肉（最下）

自2010年开始，华东理工大学为每一位毕业生准备“爱校餐”，凭餐券领取，其中便包含华理红烧肉，华理食堂在保证每天的正常饭菜供应基础上，要完成每天2000多块红烧肉的烹饪；2015年、2016年、2017年，华东理工大学后勤部门推出了新生“爱校餐”，每份也包含红烧肉一块，以期增强学生的归属感。有毕业生认为该菜品具有华理特色，且与校园生活记忆联系在一起，让人铭记校训和校园文化；甚至有学生直接称誉其为“天下第一红烧肉”。